# Chính quyền quân sự Hoa Kỳ tại Quần đảo Lưu Cầu
Chính quyền quân sự Hoa Kỳ tại Quần đảo Lưu Cầu (tiếng Anh: United States Military Government of the Ryukyu Islands viết tắt USMGRI, tiếng Nhật: 琉球列島米国軍政府, đã Latinh hoá: Ryūkyū-rettō Beikoku Gunseifu) là chính phủ ở Okinawa, Nhật Bản 1945-1950, và rồi nó được thay thế bởi Ủy trị dân sự Hoa Kỳ trên quần đảo Lưu Cầu.
Chính phủ được lãnh đạo bởi thống đốc quân sự (長官 Gunsei Chōkan) và chỉ huy thứ hai của ông, Giám đốc chính phủ quân sự (政府 Gunsei-fu Chōkan). Họ được sự giúp đỡ của Phó Tư lệnh Chính phủ Quân sự (政府副 Gunsei-fu Fuku-chōkan).